# Méthode post-Hartree-Fock
En chimie numérique, les méthodes post-Hartree-Fock sont un ensemble de méthodes développées afin d'améliorer - de dépasser - la méthode de Hartree-Fock (HF), méthode du champ auto-consistant (SCF pour self consistent field). Elles y ajoutent la corrélation électronique qui est une façon plus précise d'inclure les répulsions entre électrons que dans la méthode Hartree-Fock ou elles sont seulement moyennées.

En général, la procédure SCF nécessite plusieurs postulats sur la nature de l'équation de Schrödinger multi-corps et son ensemble de solutions :
- l'approximation de Born-Oppenheimer est supposée de manière inhérente. La fonction d'onde vraie est supposée aussi être fonction des coordonnées de chacun des noyaux.
- de manière typique, les effets relativistes sont complètement négligés. L'opérateur quantité de mouvement est supposé être complètement classique.
- la base est composée d'un nombre fini de fonctions orthogonales.
- les fonctions propres du système polyélectronique sont supposés être les produits de fonctions d'onde monoélectronique. Les effets de la corrélation électronique, au-delà de celle de l'énergie d'échange résultant de l'antisymétrie de la fonction d'onde, sont complètement négligés.

Pour la grande majorité des systèmes étudiés, en particulier pour les états excités ou les processus comme les réactions de dissociation moléculaire, le quatrième point est de loin le plus important. Par conséquent, le terme de méthode post-Hartree-Fock est typiquement utilisé pour des méthodes d'approximation de la corrélation électronique d'un système.

Habituellement, les méthodes post-Hartree-Fock produisent de meilleurs résultats que les calculs Hartree-Fock, bien que le supplément de précision entraîne un coût de calcul supplémentaire.

## Exemples de méthodes post-Hartree-Fock
- Interaction de configuration (CI)
- Méthode du cluster couplé (CC)
- Théorie de la perturbation de Møller-Plesset aux différents ordres (MP2, MP3, MP4, etc.)
- Interaction de configuration quadratique (QCI)

## Méthodes liées
Les méthodes utilisant plus d'un déterminant ne sont pas au sens strict des méthodes post-Hartree-Fock, puisqu'elles comprennent un seul déterminant-référence mais elles utilisent parfois des méthodes de perturbations similaires, ou d'interactions de configurations pour améliorer la description de la corrélation électronique. On trouve parmi ces méthodes : 
- Champ multi-configurationnel auto-cohérent (MCSCF)
- Interaction de configuration multiréférences simple et double (MRDCI)
- Théorie de la perturbation multi-référence (MRPT)